# Else Brauneis
Else Brauneis (* 24. April 1877 in Wien; † 3. Jänner 1959) war eine Malerin.

## Leben
Geboren wurde sie als Tochter des Hof- und Gerichtsadvokaten Brauneis in Wien. Sie lebte nach dem Tod der Eltern 1890 bei der Schwester der Mutter, Frau Oberstleutnant Helene Schickhardt in München. Von 1893 bis 1897 studierte sie an der Königlichen Kunstgewerbeschule München und wurde dort anschließend Lehrerin für darstellende Geometrie und Perspektive. Zwei Jahre später übernahm sie den Bibliotheksdienst der dortigen weiblichen Abteilung. 1903 wurde sie Assistentin bei Professor Max Kleiber.
Neben ihrer Assistenz und dem Bibliotheksdienst studierte sie von 1905 bis 1909 textiles Entwerfen an den Lehr- und Versuchswerkstätten für angewandte und freie Kunst der Debschitz-Schule. 1916 übernahm sie den Bibliotheksdienst an der größeren männlichen Abteilung der Bibliothek der Kunstgewerbeschule München. 1920 wurde sie Studienrätin und 1923 außerordentliche Professorin der Kunstgewerbeschule München. Von 1909 bis 1915 studierte sie nebenher an der Privatkunstschule C. Kempter Aquarell und Zeichnung.
1920 wurde Brauneis zur Studienrätin und schließlich 1923 zur außerordentlichen Professorin der Kunstgewerbeschule München ernannt.
1946 wurde die Kunstgewerbeschule mit der Akademie der Bildenden Künste München zusammengelegt. Else Brauneis wurde übernommen und war somit an der Akademie von 1946 bis 1948 Professorin für Malerei, Perspektive und Darstellende Geometrie. Sie war die erste weibliche Professorin der Akademie der Bildenden Künste München. Allerdings wurde sie auf Anordnung der Militärregierung 1946 von ihrer Lehrtätigkeit enthoben. Ihre Aufgabe war der Neuaufbau der Bibliothek.
1948 ging Brauneis mit 71 Jahren in den Ruhestand.

## Erwähnungen in der Kunst
Ihre Schülerin Berta Hummel stellte sie als „Dame in Blau“ dar. Der ehemalige Direktor der Kunstgewerbeschule Carl Sattler widmete ihr einen Teller, der sich heute im Architekturmuseum der TU München befindet.
In den Münchner Neuen Nachrichten vom 23. Mai 1939 findet sich eine Ausstellungsbesprechung zu einer Sonderausstellung von Prof. Else Brauneis anlässlich der Bilderschau im Kunstverein München. Sie zeigte dort Aquarelle und Zeichnungen.

## Bekannte Schülerinnen
- Magda Bittner-Simmet
- Berta Hummel